# 山本寛 (アニメ演出家)
山本 寛（やまもと ゆたか、1974年9月1日 - ）は、アニメーション監督。山本寛事務所代表取締役。愛称は『ヤマカン』。

## 人物
大阪府箕面市 出身。大阪教育大学附属高等学校池田校舎 を経て京都大学文学部哲学科 を卒業後京都アニメーションに入社、その後京都アニメーションの一部門だったアニメーションDoに移籍し2007年に退社。
アニメーション監督としては『かんなぎ』『フラクタル』などを手掛け、また2010年には、実写映画『私の優しくない先輩』の監督を務めた。自分の関わったアニメの主題歌・挿入歌等の作詞を担当することもある。別名義に辛矢 凡（からや ぼん）がある。高校・大学の同級生に作曲家の神前暁がいる。

## 経歴

### 大学時代 - 京都アニメーション時代 - アニメーションDo時代
1997年、京都大学アニメーション同好会にて制作した『怨念戦隊ルサンチマン』に監督として関わる。
卒業後は株式会社京都アニメーションに入社。デジタル映像開発室勤務を経て演出助手や撮影などを経験した後、1999年『POWER STONE』の第10話「夢で見た赤い月」で演出デビュー。その後同社の大阪スタジオであるアニメーションDoへ移籍 し、同じく演出を務めた。
2006年『涼宮ハルヒの憂鬱』でシリーズ演出を務める。
2007年『らき☆すた』でアニメ初監督を務めるも、社内判断により第5話から武本康弘に交代となる。同年6月23日をもってアニメーションDoを退社しフリーとなる。

### Ordet設立後
2008年、『月刊ニュータイプ』誌上にて大阪市都島区にアニメ制作会社の株式会社Ordet設立を発表。A-1 Picturesが元請制作した『かんなぎ』の監督を務めた。
2010年、映画『私の優しくない先輩』を監督。商業実写作品としては初の監督作となり、同作でTAMA映画賞最優秀新進監督賞を受賞した。同年、Ordet初の元請作品OVA版『ブラック★ロックシューター』の監修を担当。
2011年1月より自身初のオリジナルアニメ『フラクタル』の監督を務めた。8月、ウルトラスーパーピクチャーズ設立に伴ってOrdetはUSPの傘下に入り東京都杉並区に移転、自身はUSPの取締役に就任する。
映像監督のグレゴリー・ルードらの呼びかけに応えて東北震災チャリティプロジェクト「Project blossom」を立ち上げ、ショートアニメ『blossom』の監督を務めた。同作は岩手県大槌町の「菜の花プロジェクト」をモデルとした作品で、シガー・ロス音楽のインターナショナルバージョン と、島本須美出演・鹿野草平音楽のジャパンバージョン が制作され、2012年3月24日の東京国際アニメフェア2012にて初公開された後、協賛企業である学研から雑誌付録として頒布され、ルードらが設立したチャリティー団体Zapuniの第1弾作品として2013年3月11日に配信された。
2013年、ショートアニメ『戦勇。』と『らき☆すた』のスピンオフとなるWEBアニメ『宮河家の空腹』の監督を務める。
2014年に始まった『Wake Up, Girls!』の劇場版およびTVシリーズ（「ZOO」、「新章」を除く）の監督を務める。山本は東日本大震災の後、東北被災3県に題を取った作品を制作しており、宮城県仙台市を舞台とする同作と、岩手県大槌町を舞台とした『blossom』、福島県南相馬市を舞台とした『真夜中のスーパームーン』の3作を「東北三部作」とした。

### 山本寛事務所設立後
2015年10月23日、東京都小金井市に自身を代表 として個人事務所の株式会社山本寛事務所 を設立。10月30日、ウルトラスーパーピクチャーズ取締役を辞任。2016年3月25日、Ordet取締役辞任。
2016年5月30日、体調不良を理由に無期限の休養を自身のTwitterにて発表、約3ヶ月後の8月18日にブログで休養からの復帰を報告。
2017年2月25日、Project Twilight 名義で「山本寛オリジナル作品「薄暮」アニメ制作プロジェクト」とするクラウドファンディングがCAMPFIREにて開始され、約2100万円の資金を集める。当初は2018年に完成し劇場公開される予定としていた。同年10月11日、「薄暮」の製作を目的として設立されたトワイライトスタジオの公式サイトが開設され、同社のCCOに就任したことが公表された。2019年2月には2度目のクラウドファンディング「山本寛オリジナル劇場アニメ作品『薄暮』福島県民１万人を劇場へ無料招待したい！」 を実施し、目標額の500万円を集めた。
2019年6月21日、劇場アニメ『薄暮』が公開。予定の公開日に作品が完成せず、1月ずらしての公開となった。本作は山本の「東北三部作」（本作前にはアニメ2作、小説1作が発表済み）の新たな完結作として発表されたが、これは三部作のうち同じく福島県を舞台とした小説「真夜中のスーパームーン」を踏まえ、「福島県を最後まで描き切りたい」との考えで作られたことによる。その後トワイライトスタジオの取締役を離れた。
2019年9月、『魔法少女たち（仮）』の構想を発表。パイロットフィルム制作費用募集のためクラウドファンディングを開始し、同年10月30日に約770万円を集め終了した。2020年4月完成予定としていたが間に合わず、同年7月に「予算超過の危険性が出てきました」との理由からクラウドファンディングを再度開始し、同年8月30日に約300万円を集めて終了した。

## 作品

### アニメーション
京都アニメーション・アニメーションDo時代
- 1999年 POWER STONE [演出助手、18話絵コンテ・演出、10話演出]
- 1999年-2000年 週刊ストーリーランド [「季節はずれのクリスマス」「お父さんの靴」「母ちゃんの屋台」「最後のリクエスト」「ぼくたちの卒業式」「母が残したアルバム」絵コンテ・演出]
- 2001年-2004年 ジャングルはいつもハレのちグゥ [（無印：8,20話絵コンテ・演出 4話演出）（デラックス(OVA)：3,9,10話絵コンテ・演出）（FINAL (OVA)：3,9,10話絵コンテ・演出）]
- 2001年-2002年 旋風の用心棒 [10,16話絵コンテ・演出、4,22話演出]
- 2002年-2004年 あたしンち [絵コンテ・演出]
- 2003年 MUNTO(OVA) [演出助手]
- 2003年 フルメタル・パニック? ふもっふ [2話絵コンテ・演出、9話演出]
- 2005年 MUNTO 〜時の壁を越えて (OVA) [演出補佐]
- 2005年 AIR [2,5,8話絵コンテ・演出]
- 2005年 フルメタル・パニック! The Second Raid [10話脚本、6話脚本・絵コンテ・演出、2,11話絵コンテ・演出]
- 2006年 涼宮ハルヒの憂鬱 [シリーズ演出、エンディング絵コンテ・演出、1,12話脚本・絵コンテ・演出（演出補佐に渡邊政治）（12話の絵コンテは門脇聡と連名）、3,5話脚本、9話絵コンテ、劇中歌作詞、CM出演]
- 2006-2007年 Kanon [5,11話絵コンテ・演出（11話は演出補佐に高雄統子）]
- 2007年 らき☆すた [監督（第1-4話）、エンディング脚本、4,10,23話脚本（23話は待田堂子が修正）、オープニング、エンディング絵コンテ・演出、1話絵コンテ・演出、2,18話絵コンテ（18話は武本康弘と連名）]

Ordet時代以降
- 2007年 撲殺天使ドクロちゃんセカンド (OVA) [3話絵コンテ・演出]
- 2007年 スケッチブック 〜full color's〜 [11話演出]
- 2007年 灼眼のシャナ[第二期オープニング2絵コンテ]
- 2008年 PERSONA -trinity soul- [6話絵コンテ]
- 2008年 ポルフィの長い旅 [11話絵コンテ（望月智充と連名）]
- 2008年 図書館戦争 [8話絵コンテ]
- 2008年 ケメコデラックス! [2話脚本・絵コンテ・演出、7話脚本]
- 2008年-2009年 かんなぎ [監督、オープニング・エンディング絵コンテ・演出、1,13,14話絵コンテ・演出（13話の絵コンテは吉野宏と連名）、7話絵コンテ、声優（学生役）]
- 2009年 となりの801ちゃんR [監督（オープニング）]
- 2009年 BLACK★ROCK SHOOTER -PILOT Edition-  [監修]
- 2009年 鋼の錬金術師 FULLMETAL ALCHEMIST [3期エンディング絵コンテ]
- 2010年 ちゅーぶら!!［第6話絵コンテ］
- 2010年 BLACK★ROCK SHOOTER [監修]
- 2011年 フラクタル [原作（東浩紀、岡田麿里と連名、マンデルブロ・エンジン名義）、監督、1,11話絵コンテ・演出（11話の絵コンテは吉岡忍、牧原亮太郎と連名）オープニング・エンディング絵コンテ・演出]
- 2012年 blossom [監督、脚本、原案]
- 2012年 ブシロードCM『しよ子シリーズ第4弾「お花見編」』[監督]
- 2012年 超訳百人一首 うた恋い。 [2話演出]
- 2012年 マギ [8話絵コンテ]
- 2013年 戦勇。 [監督、1,2,3話絵コンテ、5,6,9,10話脚本、エンディング絵コンテ・演出]
- 2013年 宮河家の空腹 [監督、1,2,3話絵コンテ、TV版&BD版コンテ・演出（TV版コンテは川口敬一郎、鹿田勝男、坂本一也と共同、TV版演出は有冨興二、追崎史敏と共同）、エンディング絵コンテ・演出]
- 2013年 戦勇。第2期 [監督、25,26話絵コンテ、エンディング絵コンテ・演出]
- 2014年 劇場版Wake Up, Girls!七人のアイドル [原案、監督、絵コンテ・演出（演出は久保田雄大、有冨興二、榎本守と連名）]
- 2014年 TVアニメWake Up, Girls! [原案、監督、12話絵コンテ（中山奈緒美と共同）、5・12話演出（5話の演出は有冨興二、榎本守、橋口洋介と連名、12話の演出は有冨興二、伊藤祐毅、中山奈緒美と連名）、脚本（OVA）]
- 2014年 うぇいくあっぷがーるZOO! [監修（待田堂子と共同）]
- 2014年 パスピエ - トーキョーシティ・アンダーグラウンドMV [スーパーバイザー]
- 2015年 Wake Up, Girls！続・劇場版 青春の影 [原案、監督、絵コンテ（山崎雄太と共同）、演出（山崎雄太・有富興二・渡邊政治・村田光と共同）]
- 2015年 Wake Up, Girls！続・劇場版 Beyond the bottom [原案、監督、絵コンテ（山崎雄太・渡邊政治と共同）、演出（村田光・白石道太・山崎雄太・たかたまさひろと共同）]
- 2016年 Wake Up, Girls！の宮城PRやらせてください！ [総監督、脚本]
- 2016年 うぇいくあっぷがーるZOO！ 宮城PRでGO！ [原案・監修]
- 2019年 薄暮 [原作・脚本・監督・プロデュース・企画・絵コンテ・演出・音響監督・撮影・編集・主題歌作詞・MV演出]
- 2024年 マッシュル-MASHLE-  [23話絵コンテ］
- 2024年 ヴァンパイア男子寮[オープニング絵コンテ・演出］
- 2025年 ハニーレモンソーダ［9話絵コンテ・演出］
- 2025年 勘違いの工房主 [6話絵コンテ]

### アニメーション外
実写映画
- 2010年 私の優しくない先輩 [監督]
- 2014年「愛」（フジテレビ「OV監督」での短編）
- 2018年 バースデイ [脚本・監督・編集・プロデュース]（短編）

脚本
- 月刊ComicREX誌上通販かんなぎドラマCDVol,1

小説
- アインザッツ（学習研究社発行、月刊アニメディア2009年8月号 - 2010年8月号）2010年10月に学研パブリッシングより単行本化。
- アインザッツ2（-ツバイテ）（学研パブリッシング発行、学研マーケティング発売、声優アニメディア増刊 ティーンのための吹奏楽雑誌季刊『アインザッツ』2011年Vol.1）未単行本化。
- 真夜中のスーパームーン（原案担当、作：向井康介、イラスト:近岡直、学習研究社発行、月刊アニメディア2013年8月号 - 2014年7月号）未単行本化。
- 薄暮（「薄暮」公式サイトに掲載ののち、アイズクライム文庫として発行）

評論
- 妄想ノオト出張版（洋泉社オトナアニメ誌連載、終了）
- アニメを愛するためのいくつかの方法（PLANETS連載）

作詞
- 2006年 恋のミクル伝説（後藤邑子）
- 2008年 イチバンボシ（沢城みゆき）
- 2008年 Delicateにラブ・ミー・プリーズ（花澤香菜）

下記の作詞は全て辛矢凡名義。
- 2005年 時の壁を越えて（古原奈々）※池田慎司と共同作詞
- 2008年 motto☆派手にね!（戸松遥）
- 2008年 産巣日の時（戸松遥）
- 2009年 BL-INブラック・イン（バ行の腐女子）
- 2014年 大空のプリズム（吉岡茉祐）
- 2014年 リトル・チャレンジャー（I-1クラブ）
- 2014年 タチアガレ！（Wake Up, Girls!）
- 2014年 7 Girls War (Wake Up, Girls!)
- 2015年 少女交響曲 (Wake Up, Girls!)
- 2015年 Beyond the Bottom (Wake Up, Girls!)
- 2016年 レザレクション（ネクストストーム）
- 2019年 思い出の中に（松本英子）
- 2019年 とおく (AZUMA HITOMI)

## 出演
- OV監督（2014年9月13日放送分、フジテレビ）
番組中では「愛」をテーマにした自作のショートムービーが公開された。
- 岡田斗司夫ゼミ（2016年9月18日、11月27日 配信分）岡田斗司夫 Official YouTube
- Rakuten SUPER LIVE TV（2016年11月21日 配信分、テレビショッピング）
- LUST FM（2017年3月12日放送分、エフエム大阪）[5]
- ネプリーグ（2017年6月5日放送分、フジテレビ系列）[42]
- アニカル部!（2017年10月放送分、アニマックス）

## 受賞歴
- 2010年度（第2回）TAMA映画賞 最優秀新進監督賞（私の優しくない先輩）